# مارکو گولیلمی
مارکو گولیِلمی (ایتالیایی: Marco Guglielmi، زادهٔ ۶ اکتبر ۱۹۲۶ - درگذشتهٔ ۲۵ دسامبر ۲۰۰۵) بازیگر ایتالیایی بود.
از فیلم‌های معروف او می‌توان به بازی در شهوت‌انگیز بی‌پرده، آخرین روزهای موسولینی، زیر سن قانونی، کریستینا، راهبه اهریمنی، هفت دریا به کاله، داستان یوسف و برادرانش، در گرداب گناه و شب غیرعادی اشاره کرد.